# 51. pr. Kr.
◄ | 2. stoljeće pr. Kr. | 1. stoljeće pr. Kr. | 1. stoljeće | ►
◄ | 80-ih pr. Kr. | 70-ih pr. Kr. | 60-ih pr. Kr. | 50-ih pr. Kr. | 40-ih pr. Kr. | 30-ih pr. Kr. | 20-ih pr. Kr. | ►
◄◄ | ◄ | 54. pr. Kr. | 53. pr. Kr. | 52. pr. Kr. | 51 pr. Kr. | 50. pr. Kr. | 49. pr. Kr. | 48. pr. Kr. | ► | ►►
Astronomija
51. godina prije Krista je bila godina predjulijanskog rimskog kalendara. U tom vremenu je bila poznata kao Godina konzulata Marcela i Sulpicija (ili, rjeđe, godina 703. Ab urbe condita ). Oznaka 51. pr. Kr. se za ovu godinu koristi od ranosrednjovjekovnog razdoblja, kada je kalendarska era Anno Domini postala prevladavajuća metoda u Europi za imenovanje godina.

## Događaji

### Po mjestu

#### Rimska Republika
- Konzuli : Marko Klaudije Marcel i Servije Sulpicije Ruf .
- Pompej zahtijeva da Julije Cezar povuče zapovijed prije nego što postane kanidat za konzula.

#### Egipat
- Proljeće - Kralj Ptolomej XII. ( Aulets ) umire, a nasljeđuju ga njegova najstarija preživjela kći Kleopatra VII i njezin mlađi brat Ptolomej XIII. kao suvladari Ptolemejskog kraljevstva.

#### Azija
- Xiongnu srazdvajae na dvije horde. Istočna horda je podložna Kini.

## Rođenja
- Cheng, kineski car iz dinastije Han (u. 7. pr. Kr.)
- Pomponija Caecilia Attica, kći Ciceronova epikurejskog prijatelja Tita Pomponija Atičkog
- Publije Sulpicius Quirinius, rimski aristokrat (oko 21.)

## Smrti
- Ariobarzanes II. ( Filopator ), kralj Kapadokije
- Julija mlađa, sestra Julija Cezara (rođena 100. pr. Kr.)
- Marko Acije Balbus, rimski pretor i namjesnik (r. 105. pr. Kr.)
- Posidonije, grčki filozof, astronom i geograf
- Ptolomej XII. ( Aulete ), kralj ( faraon ) Ptolemejskog kraljevstva

## Vanjske poveznice
|  | Zajednički poslužitelj ima još gradiva o temi 51. pr. Kr. |